# Mian (Parroquia)
Mian ist ein Parroquia in der Gemeinde Amieva der autonomen Region Asturien.

## Geographie
Das Parroquia mit seinen 300 Einwohnern (Stand 2011) hat eine Grundfläche von 19,45 km². Er liegt auf 340 m. Die nächste, größere Ortschaft ist Sames, der Hauptort der Gemeinde Amieva. Er liegt 8 km entfernt. Die Flüsse Sella, Ponga und Dobra umfließen das Parroquia. Mian umfasst die

## Weiler und Dörfer
- Buxil – 2 Einwohner 2011
- Carbes – 25 Einwohner 2011 43° 15′ 45″ N, 5° 6′ 37″ W
- Corigos – 13 Einwohner 2011
- Les Estazaes – unbewohnt 2011
- La Fresneda – 14 Einwohner 2011
- Los Grazos – unbewohnt 2011
- Ḥumoriu – unbewohnt 2011
- La Llandera – unbewohnt 2011
- La Llomba – unbewohnt 2011
- Matagüés – 1 Einwohner 2011
- Miyares – 2 Einwohner 2011
- Parcia – 34 Einwohner 2011
- Pervís – 27 Einwohner 2011 43° 17′ 15″ N, 5° 8′ 10″ W
- El Pontigu – 7 Einwohner 2011
- Precendi – 12 Einwohner 2011
- El Puente Dobra – unbewohnt 2011
- Sames – 74 Einwohner 2011 43° 16′ 11″ N, 5° 7′ 46″ W
- Santiyán – 22 Einwohner 2011
- Teyacrespa – 1 Einwohner 2011
- La Vega Pervís – 24 Einwohner 2011
- Les Vegues – unbewohnt 2011
- Vis – 42 Einwohner 2011

## Klima
Der Sommer ist angenehm mild, aber auch sehr feucht. Der Winter ist ebenfalls mild und nur in den Hochlagen streng.

## Sehenswürdigkeiten
- Kirche Santa María de Mian in Sames.
- Kirche Iglesia de Sames de Mian
- Dolmen von Mian